# Tatra RT6S

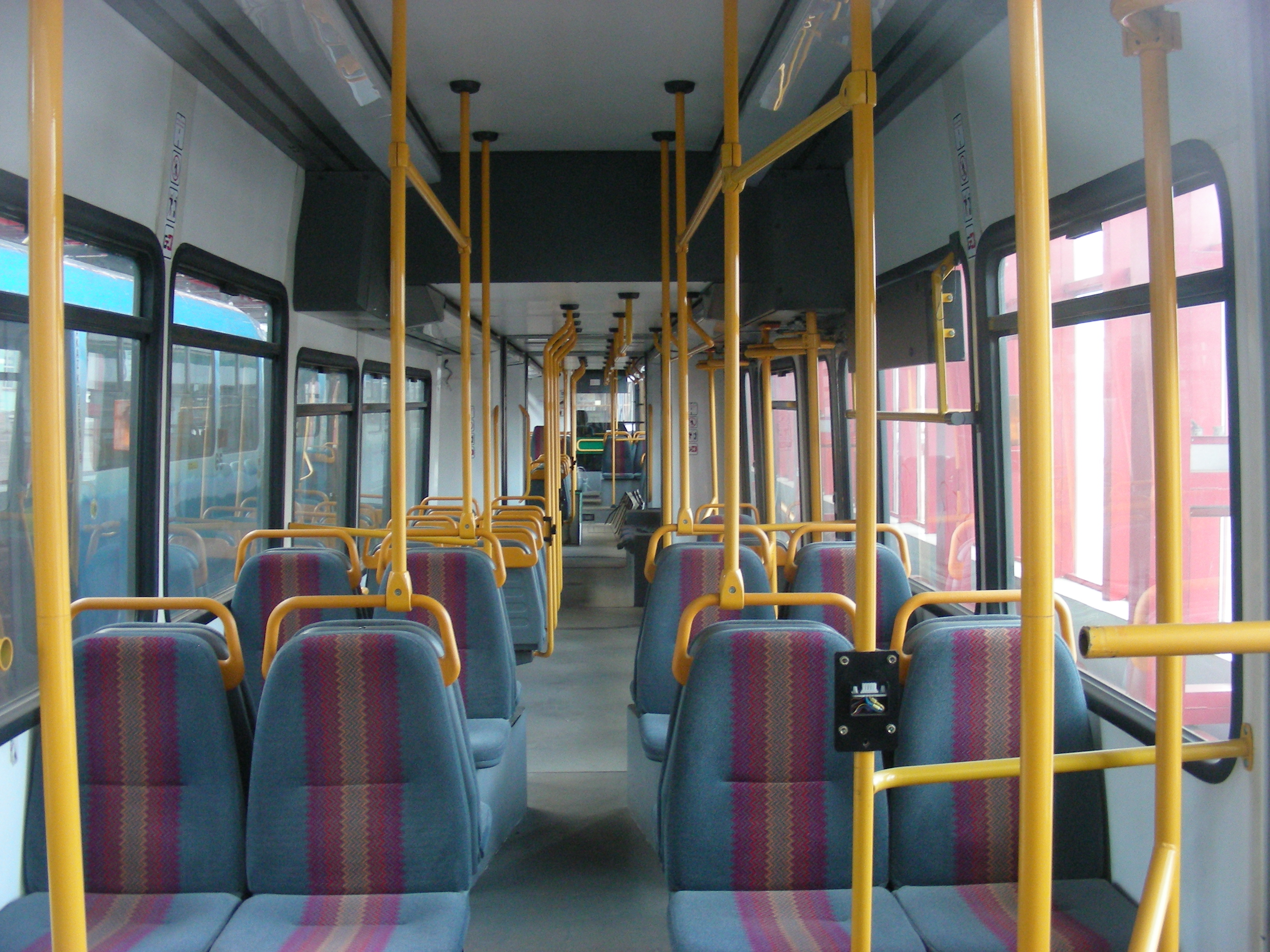
Wnętrze wagonu

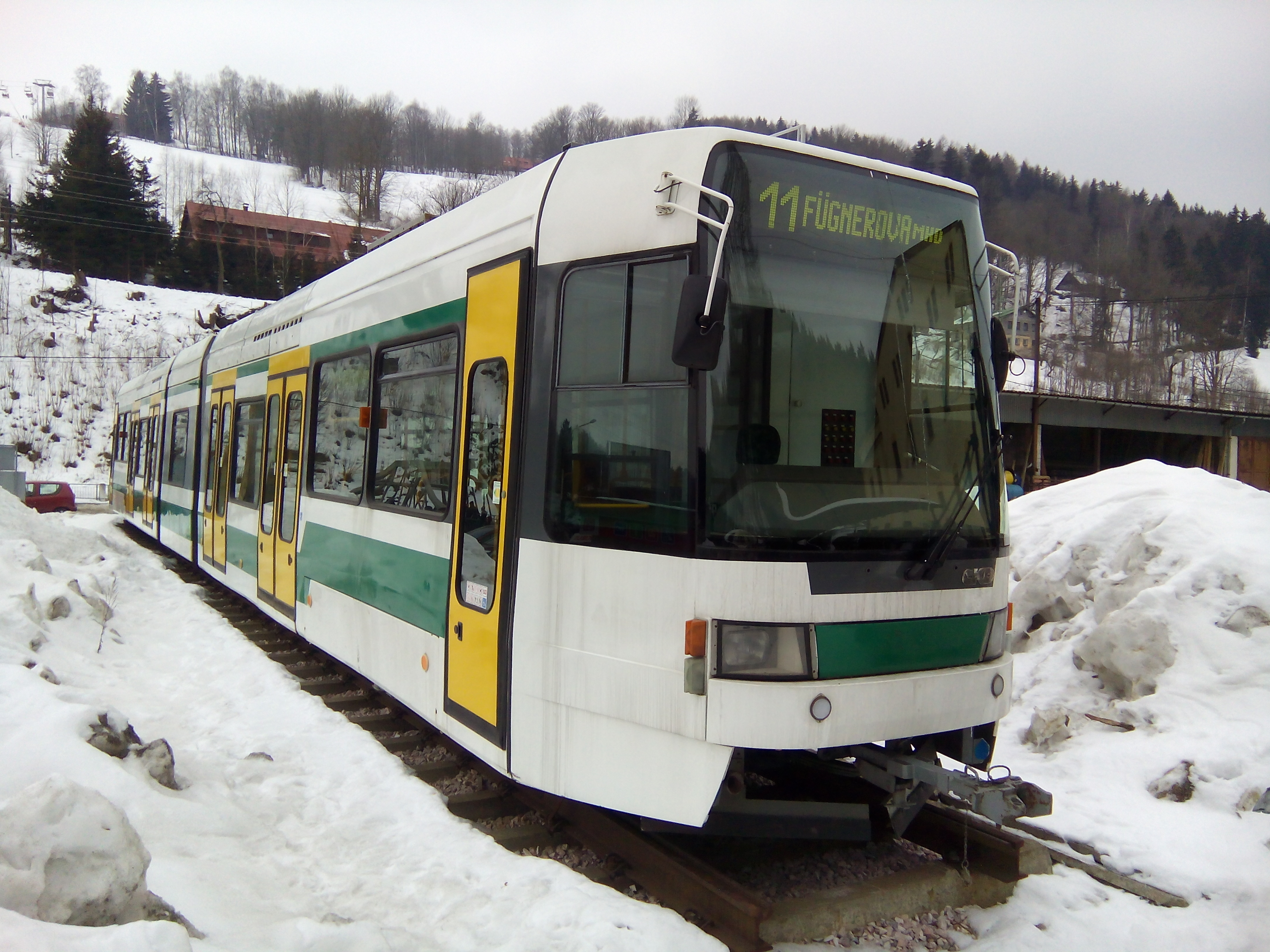
RT6S w Herlíkovicach

Tatra RT6S – prototyp tramwaju wyprodukowany w roku 1996 w zakładach ČKD w Pradze w Czechach.

## Historia
Pierwszy czeski tramwaj niskopodłogowy wyprodukowany został w zakładach ČKD Tatra w 1993 r.: był to prototyp tramwaju Tatra RT6N1, który w następnych latach przechodził jazdy próbne w Czechach oraz w Polsce. Rozwinięciem konstrukcyjnym wspomnianego tramwaju jest Tatra RT6S. Prototyp powstał w 1996 r., jednak z powodu problemów finansowych producenta, który ostatecznie zbankrutował w 2000 r., nie uruchomiono produkcji seryjnej.

## Konstrukcja
RT6S to jednokierunkowy trójczłonowy tramwaj z 63% niskiej podłogi, wyposażony w rozruch tyrystorowy. Jest rozwojową wersją wozu Tatra RT6N1, a zmiany polegają na zamontowaniu silników asynchronicznych oraz nowego wyposażenia elektrycznego firmy Siemens.

## Dostawy
| Państwo        | Miasto         | Lata dostaw    | Liczba | Numery taborowe | Uwagi    |  |
| -------------- | -------------- | -------------- | ------ | --------------- | -------- |  |
| Czechy         | Liberec        | 1998           | 1      | 85              | prototyp |  |
| Łączna liczba: | Łączna liczba: | Łączna liczba: | 1      |                 |          |  |

## Eksploatacja
Jedyny prototyp testowany był początkowo w Pradze (nr taborowy 0031, niebieskie malowanie), a w październiku 1998 r. przetransportowany został do Liberca, gdzie rozpoczął służbę liniową pod numerem taborowym 85. Tam też otrzymał przezwisko Krokodyl. Miasto zamówiło także kolejne 5 egzemplarzy wozu tego typu. W trakcie eksploatacji tramwaj okazał się wysoce awaryjny i ostatecznie został odstawiony do zajezdni w roku 2003 i od tego czasu nie jest wykorzystywany w ruchu liniowym. Pozostałe zamówione wagony nigdy nie zostały wyprodukowane.
Prototypowy wóz miał stać się eksponatem muzeum tramwajów w Libercu, jednak muzeum nie zostało uruchomione i plan zarzucono. Pod koniec 2013 r. tramwaj został sprzedany i 13 grudnia tego samego roku opuścił Liberec. Wagon przewieziono koleją do Herlíkovic, a następnie ustawiono na krótkim odcinku torowiska.